# BMW XM
BMW XM este un viitor SUV crossover de lux de clas mare, produs de BMW sub-marca BMW M. Este a doua mașină dezvoltată integral de la zero de BMW M după M1.